# USS Duncan (DD-485)
Эскадренный миноносец «Данкан» (англ. USS Duncan (DD-485)) — американский эсминец типа «Бристоль».
Заложен на верфи Federal Shipbuilding, Kearny, Кирни 31 июля 1941 года. Спущен 20 февраля 1942 года, вступил в строй 16 апреля 1942 года.
11 октября 1942 года получил несколько попаданий и от американских, и от японских кораблей — тяжелого крейсера «Furutaka» и эсминца «Hatsuyuki». 12 октября 1942 года затонул от полученных повреждений близ острова Гуадалканал после боя у мыса Эсперанс.
Из ВМС США исключён 7 декабря 1942 года.